# دار الزهراء
دار الزهراء كانت أول حوزة شيعية مخصصة بالكامل للنساء تُفتتح في قم. أسسها آية الله العظمى محمد كاظم شريعتمداري، الذي افتتحها عام 1973 كجزء من حوزة دار التبليغ التابعة له.
وبحلول عام 1975، كان عدد طالبات دار الزهراء قد بلغ 150 طالبة، وكانوا يتلقون تعليمهم على يد مدرسين من الذكور من وراء الستار، إلى أن يتدرّب طاقم كافي من النساء ليأخذ هذه الأدوار.
ومع تفاقم الخلاف بين محمد كاظم شريعتمداري والخميني، أُغلقَت الحوزة وُوضع شريعتمداري تحت الإقامة الجبرية.
كانت فاطمة أميني تدير دار الزهراء. وبعد إغلاق دار التبليغ، افتتحت عددًا من الحوزات العلمية النسائية الأخرى في طهران.